# Porta San Sebastiano
Pour les articles homonymes, voir Appia.
La Porta San Sebastiano (en français, Porte Saint Sébastien), également appelée Porta Appia, est une porte antique de Rome construite en 9 av. J.-C. pour l'Arc de Drusus sur la partie interne du mur et incorporée vers 270 dans le mur d'Aurélien. 
Située au sud-est de la ville entre la Porta Latina et la Porta Ardeatina, elle se trouve de nos jours dans le rione de Celio. Ouvrant sur la via Appia, elle est la plus grande et la mieux conservée de toutes les portes de Rome.

## Historique

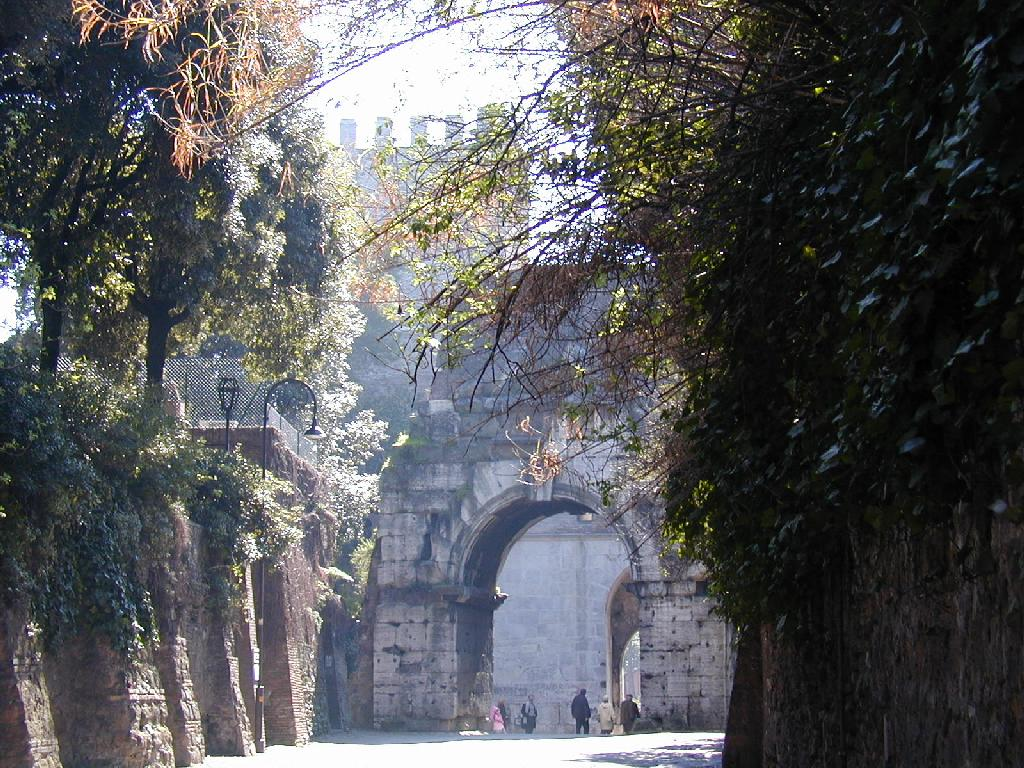
L'Arc de Drusus sur la face interne de la porte

L'arc de Drusus, situé sur la partie interne du mur, fut construit après la mort du consul Nero Claudius Drusus en 9 av. J.-C., mais les sources sont incertaines. Il soutenait alors l'Aqua Antoniniana. Cet arc, restauré sous Aurélien, a été incorporé en 275 au mur d'Aurélien formant alors une contre-porte interne, séparée de quelques mètres par un couloir de la porte principale défensive externe construite à cette occasion. Cette porte, composée de deux tours semi-cylindriques posées sur des contreforts massifs couverts de travertin, possédait à l'origine deux entrées.
En 401-402, lors de la restauration du mur d'Aurélien sous Flavius Honorius, la Porta San Sebastiano ne possède plus qu'un seul arc externe.
Au cours des siècles, la porte subit de nombreuses restaurations et restructurations, notamment lors de l'entrée de Charles Quint dans Rome le 5 avril 1536 à l'occasion de laquelle Antonio da Sangallo le Jeune la transforma en véritable arc de triomphe en l'honneur du souverain.

## Inscriptions
La face externe de la porte porte une inscription datant du XIVe siècle :
ANNO DNI MC…
XVII INDICTIONE
XI MENSE SEPTEM
BRIS DIE PENVLTIM
A IN FESTO SCI MICHA
ELIS INTRAVIT GENS
FORASTERA MVRI
A ET FVIT DEBELLA
TA A POPULO ROMA
NO QVI STANTE IA
COBO DE PONTIA
NIS CAPITE REG
IONIS

## Vues de la Porta San Sebastiano

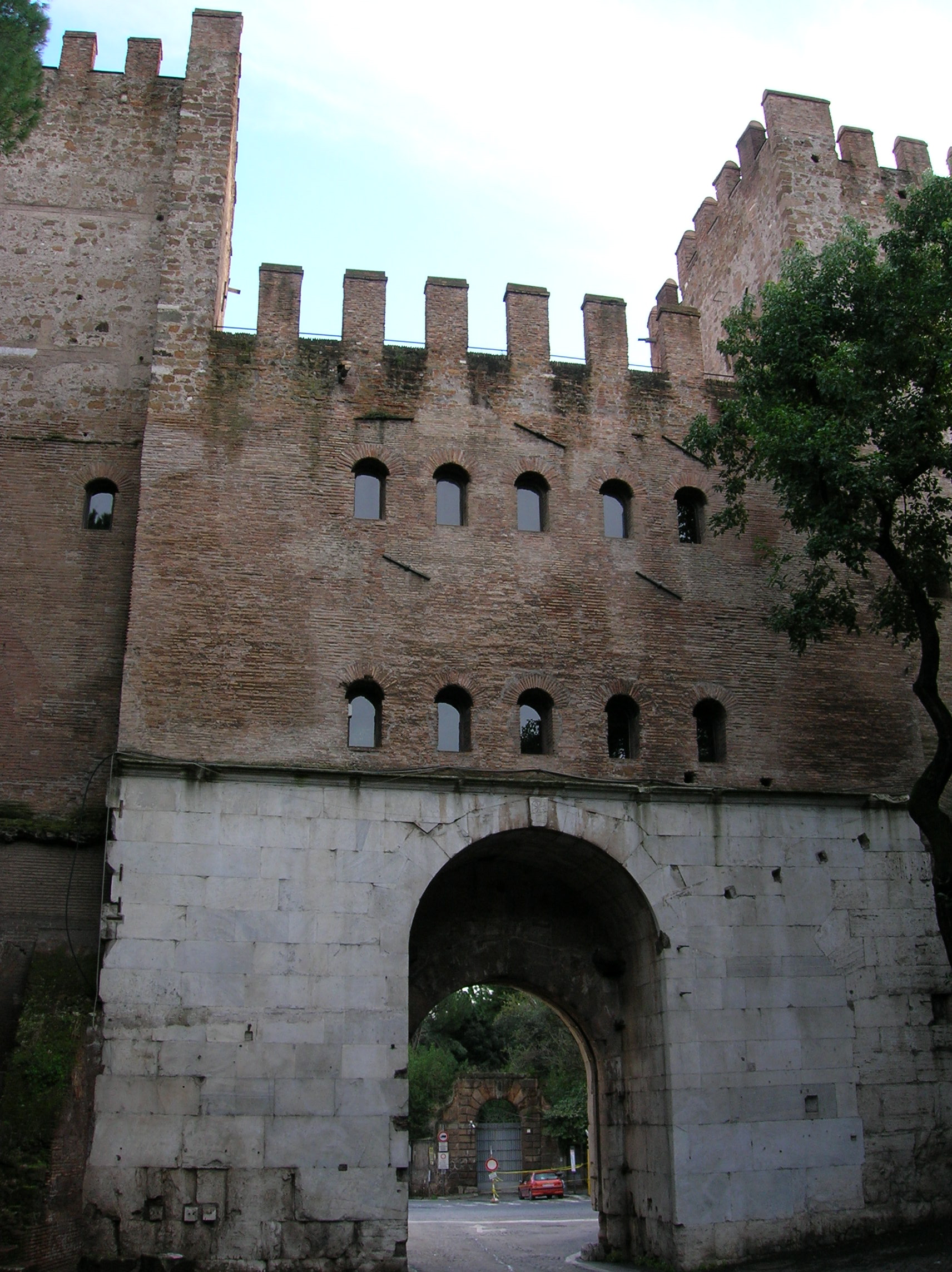
Face interne de la porte
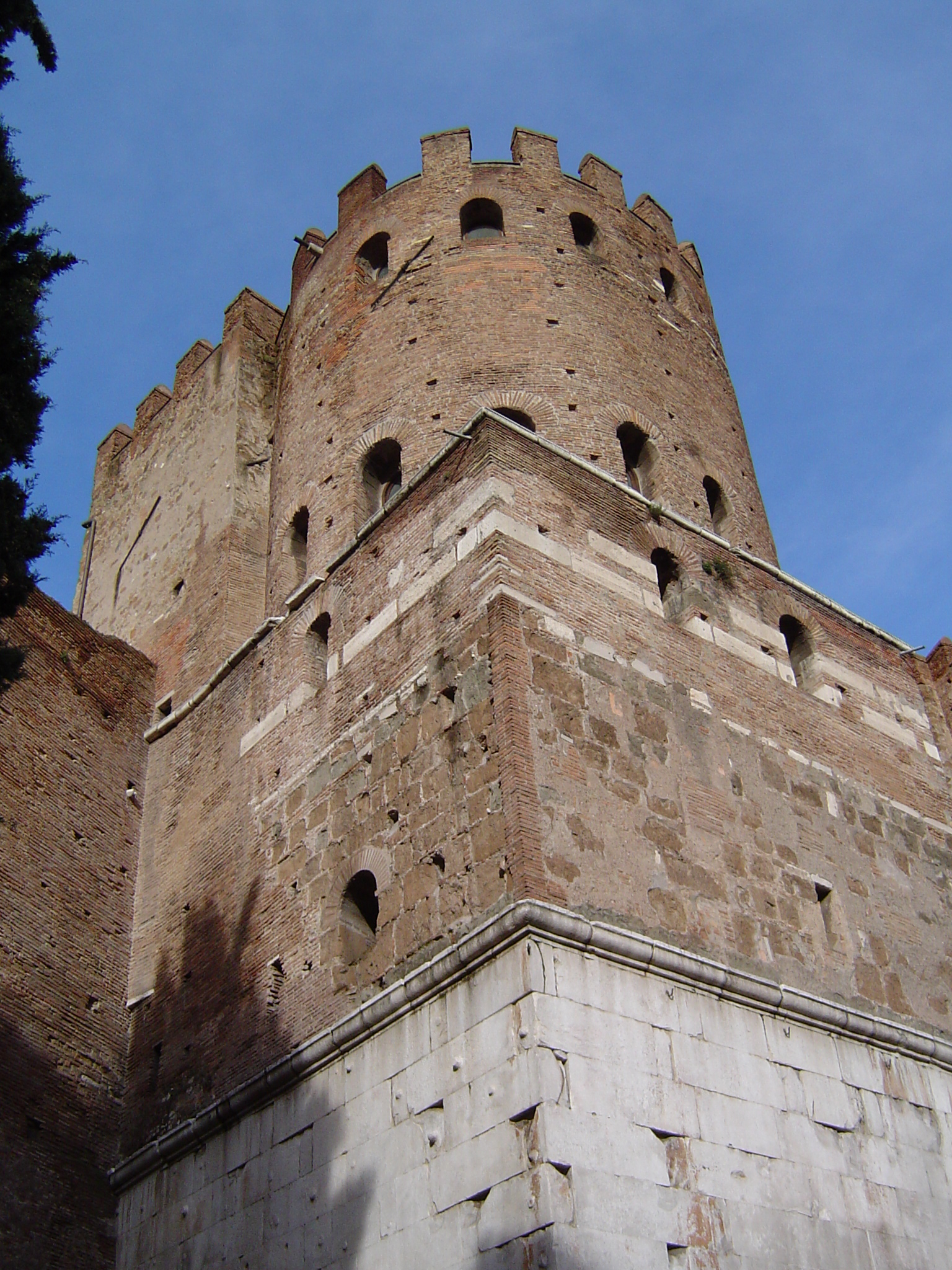
Détail d'une tour de la Porta San Sebastiano
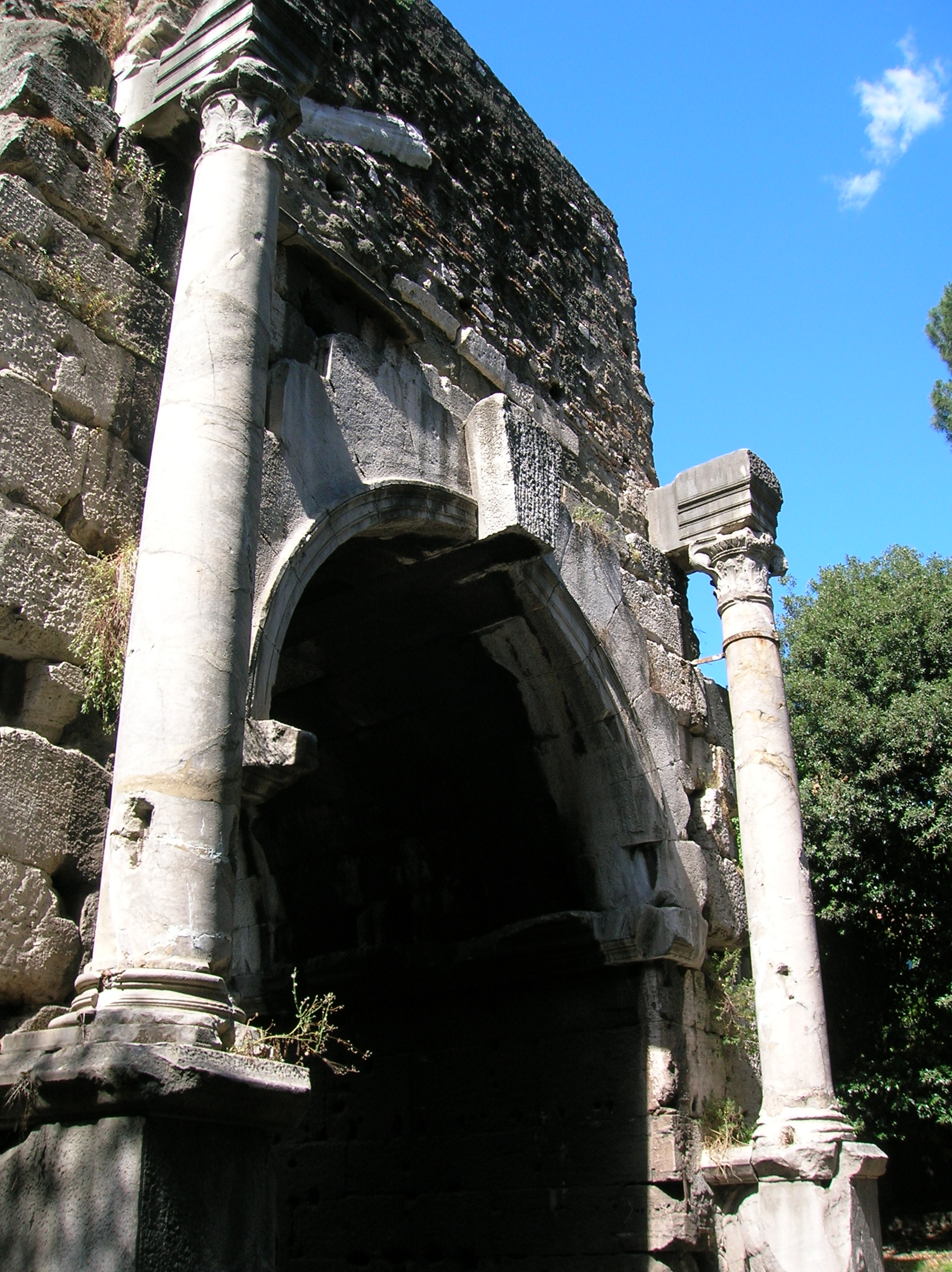
L'Arc de Drusus
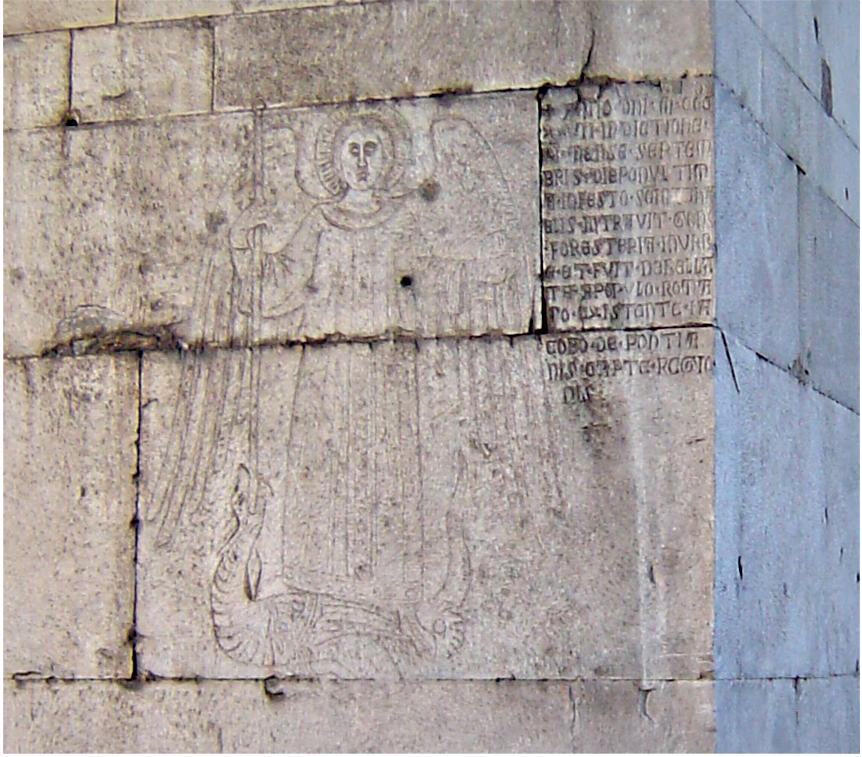
L'archange Michel, et les inscriptions médiévales
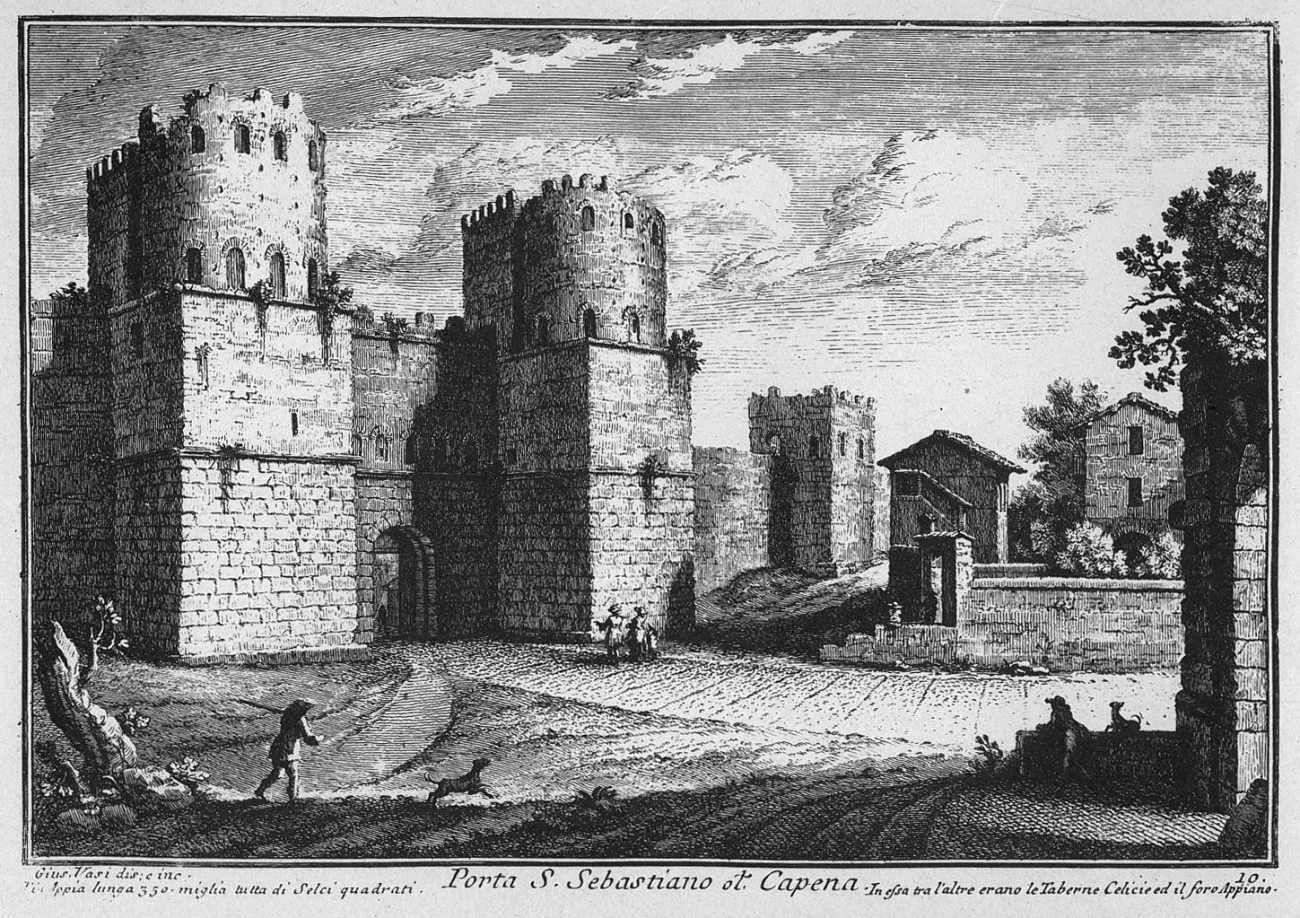
La Porta San Sebastiano, gravure de Giuseppe Vasi de 1750